# Неа Редестос
Неа Редестос или Маджарлък (на гръцки: Νέα Ραιδεστός, до 1953 година Μαντζάρηδες, Манзаридес) е село в Гърция, дем Седес (Терми), област Централна Македония с 1922 жители (2001).

## География
Неа Редестос е разположено в северозападната част на Халкидическия полуостров, на 15 километра югоизточно от Солун.

## История

### В Османската империя
В края на XIX век Маджарлък е село в Солунска кааза на Османската империя. Александър Синве („Les Grecs de l’Empire Ottoman. Etude Statistique et Ethnographique“) в 1878 година пише, че в Манджаридес (Mandjaridès), Касандрийска епархия, живеят 120 гърци. В „Етнография на вилаетите Адрианопол, Монастир и Салоника“, издадена в Константинопол в 1878 година и отразяваща статистиката на населението от 1873 г., Маджарите (Majarité) е посочено като село в Солунска каза с 30 домакинства и 132 жители българи.
В 1900 година според Васил Кънчов („Македония. Етнография и статистика“) в Маджарлък живеят 80 гърци. По данни на секретаря на Българската екзархия Димитър Мишев („La Macédoine et sa Population Chrétienne“) в 1905 година в Маджар (Madjar) има 75 жители гърци.

### В Гърция
В 1913 година Седес попада в Гърция. В него са заселени гърци бежанци. В 1928 година Манзаридес е представено като смесено местно-бежанско село със 166 бежански семейства и 653 души бежанци. В 1953 година е прекръстено на Неа Редестос, тоест Ново Родосто.